# Ray Wilkins
Ray Wilkins, MBE (14. září 1956 Hillingdon – 4. dubna 2018, Londýn) byl anglický fotbalista, záložník. Po skončení aktivní kariéry působil jako trenér. Zemřel 4. dubna 2018 ve věku 61 let na infarkt myokardu.

## Fotbalová kariéra
V nejvyšší anglické soutěži hrál za Chelsea FC, Manchester United FC, Queens Park Rangers FC a Crystal Palace FC, v itálské Serii A za AC Milán, ve francouzské Ligue 1 za Paris Saint-Germain FC a ve skotské Scottish Premiership za Rangers FC. Celkem v nejvyšších soutěžích nastoupil v 599 utkáních a dal 29 gólů. V nižších anglických soutěžích nastoupil na konci kariéry i za Wycombe Wanderers FC, Millwall FC a Leyton Orient FC. V letech 1989 a 1990 získal s Rangers FC skotský titul. V roce 1983 vyhrál s Manchester United Anglický pohár. V Lize mistrů UEFA nastoupil ve 4 utkáních, v Poháru vítězů pohárů nastoupil v 6 utkáních a dal 1 gól a v Poháru UEFA nastoupil v 11 utkáních. Byl členem anglické reprezentace na Mistrovství světa ve fotbale 1982, nastoupil ve 5 utkáních, na Mistrovství světa ve fotbale 1986, nastoupil ve 2 utkáních a na Mistrovství Evropy ve fotbale 1980, nastoupil ve 3 utkáních a dal 1 gól. Za reprezentaci Anglie nastoupil v letech 1976–1986 v 84 utkáních a dal 3 góly.

## Ligová bilance
| Ročník                                  | Zápasy | Góly | Klub                   |
| --------------------------------------- | ------ | ---- | ---------------------- |
| Football League First Division 1973/74  | 6      | 0    | Chelsea FC             |
| Football League First Division 1974/75  | 21     | 2    | Chelsea FC             |
| Football League Second Division 1975/76 | 40     | 11   | Chelsea FC             |
| Football League Second Division 1976/77 | 42     | 8    | Chelsea FC             |
| Football League First Division 1977/78  | 33     | 6    | Chelsea FC             |
| Football League First Division 1978/79  | 35     | 3    | Chelsea FC             |
| Football League First Division 1979/80  | 37     | 2    | Manchester United FC   |
| Football League First Division 1980/81  | 13     | 0    | Manchester United FC   |
| Football League First Division 1981/82  | 42     | 1    | Manchester United FC   |
| Football League First Division 1982/83  | 26     | 1    | Manchester United FC   |
| Football League First Division 1983/84  | 42     | 3    | Manchester United FC   |
| Serie A 1984/85                         | 28     | 0    | AC Milán               |
| Serie A 1985/86                         | 29     | 2    | AC Milán               |
| Serie A 1986/87                         | 16     | 0    | AC Milán               |
| Ligue 1 1987/88                         | 13     | 0    | Paris Saint-Germain FC |
| Scottish Premiership 1987/88            | 24     | 1    | Rangers FC             |
| Scottish Premiership 1988/89            | 31     | 1    | Rangers FC             |
| Scottish Premiership 1989/90            | 15     | 0    | Rangers FC             |
| Football League First Division 1989/90  | 23     | 1    | Queens Park Rangers FC |
| Football League First Division 1990/91  | 38     | 2    | Queens Park Rangers FC |
| Football League First Division 1991/92  | 27     | 1    | Queens Park Rangers FC |
| Premier League 1992/93                  | 27     | 2    | Queens Park Rangers FC |
| Premier League 1993/94                  | 39     | 1    | Queens Park Rangers FC |
| Premier League 1994/95                  | 1      | 0    | Crystal Palace FC      |
| Premier League 1994/95                  | 2      | 0    | Queens Park Rangers FC |
| Premier League 1995/96                  | 15     | 0    | Queens Park Rangers FC |
| 2. liga 1996/97                         | 4      | 0    | Queens Park Rangers FC |
| 3. liga 1996/97                         | 1      | 0    | Wycombe Wanderers FC   |
| Scottish Premiership 1996/97            | 16     | 0    | Hibernian FC           |
| 3. liga 1996/97                         | 3      | 0    | Millwall FC            |
| 4. liga 1996/97                         | 3      | 0    | Leyton Orient FC       |
| CELKEM 1. liga                          | 599    | 29   |                        |

## Trenérská kariéra
Jako hlavní trenér vedl Queens Park Rangers FC, Fulham FC a Chelsea FC. Na reprezentační úrovni působil jako trenér reprezentace Jordánska.